# Namco (automerk)

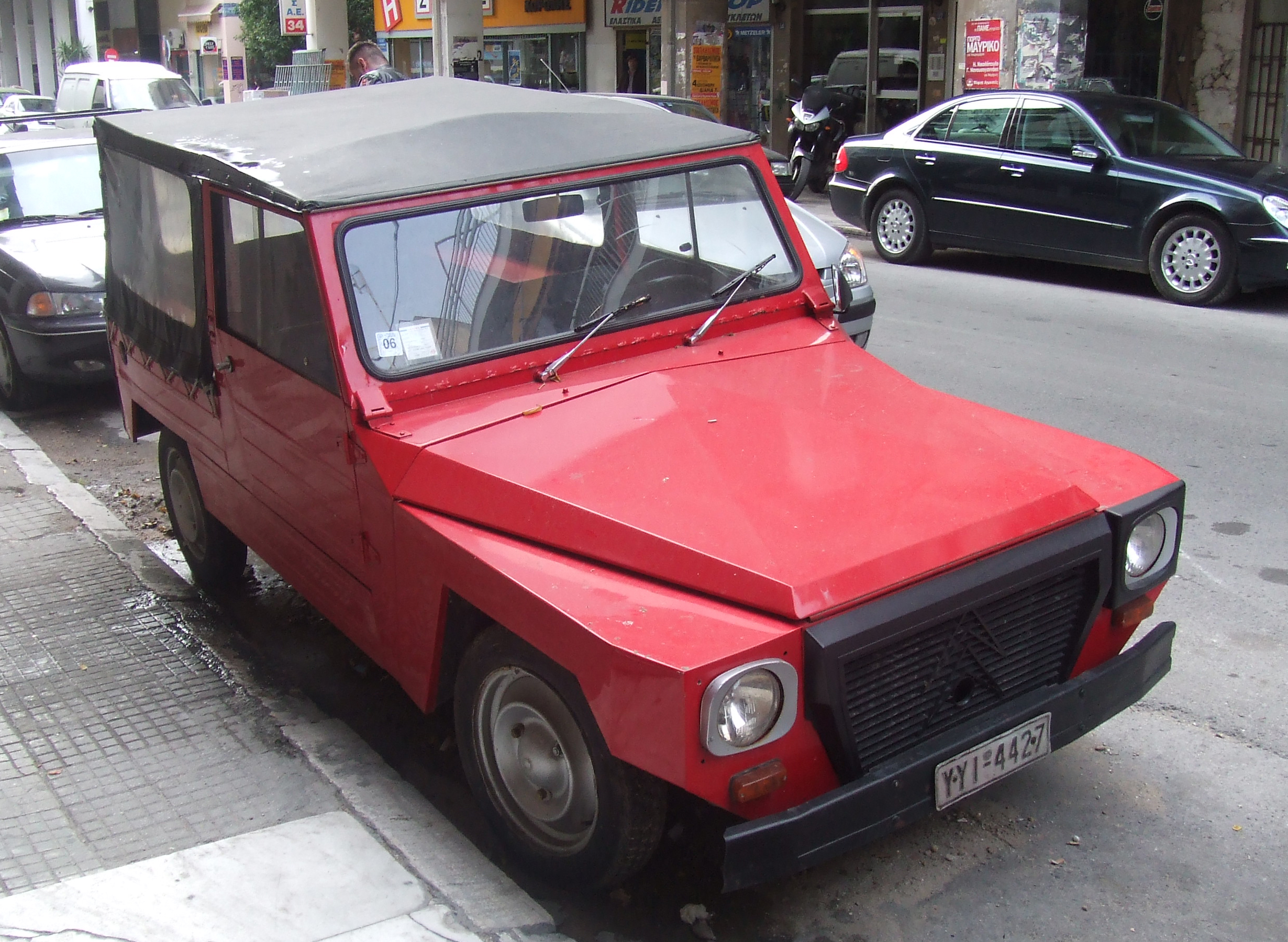
Citroën Pony, ontwikkeld en geproduceerd door Namco

Namco of Namco Motors is een Grieks bedrijf uit Thessaloniki dat sinds de jaren 50 auto's produceerde. Het bekendste product was de Citroën Pony.

## Geschiedenis
Petros Kontogouris verwierf in 1957 de licentie om een door Wilfried Fahr in Zwitserland ontwikkeld voertuig te produceren. In 1961 werd het bedrijf FARCO opgericht, dat de Farmobil produceerde. Het bedrijf werd in 1963 door Chrysler gekocht en omgedoopt tot Chrysler Hellas, in 1967 werd de productie stopgezet. Kontogouris voerde al onderhandelingen voor de licentieproductie van een NSU-Fiat, maar koos er voor de Pony te ontwikkelen in samenwerking met Citroën. In 1972 werd de Citroën Pony geïntroduceerd, die een groot succes werd. De auto werd geëxporteerd naar vele landen, waaronder Duitsland en de VS. In 1983 werd de productie gestopt. Er zijn in totaal 17.000 exemplaren gemaakt.
Namco probeerde vervolgens orders te krijgen voor de productie van militaire voertuigen, zoals de zware Namco Milicar 6x6, en bouwde overeenkomstige prototypes maar kon niet overtuigen op dit gebied. De bestelling ging naar het bedrijf ELBO, dat vervolgens de Steyr 680M produceerde als Steyr Hellas. Alleen de lichtere Namco Panther 4x4 werd besteld, wat niet leidde tot een blijvend gebruik van de productiefaciliteiten.
In 1985 volgde de Namco Pony Super met een Ford-motor. Van dit model werden tot 1994 een paar honderd exemplaren vervaardigd. Het model werd ook in Bulgarije vervaardigd door Namco Bulgarije.
Officieel stopte Namco in 1994 niet met de productie van voertuigen maar het heeft sindsdien, behalve prototypen, geen voertuigen meer geproduceerd. In 2011 werd een Pony Super gepresenteerd, dit keer met een Peugeot-motor.
Het bedrijf is nog actief als importeur van vrachtwagens.

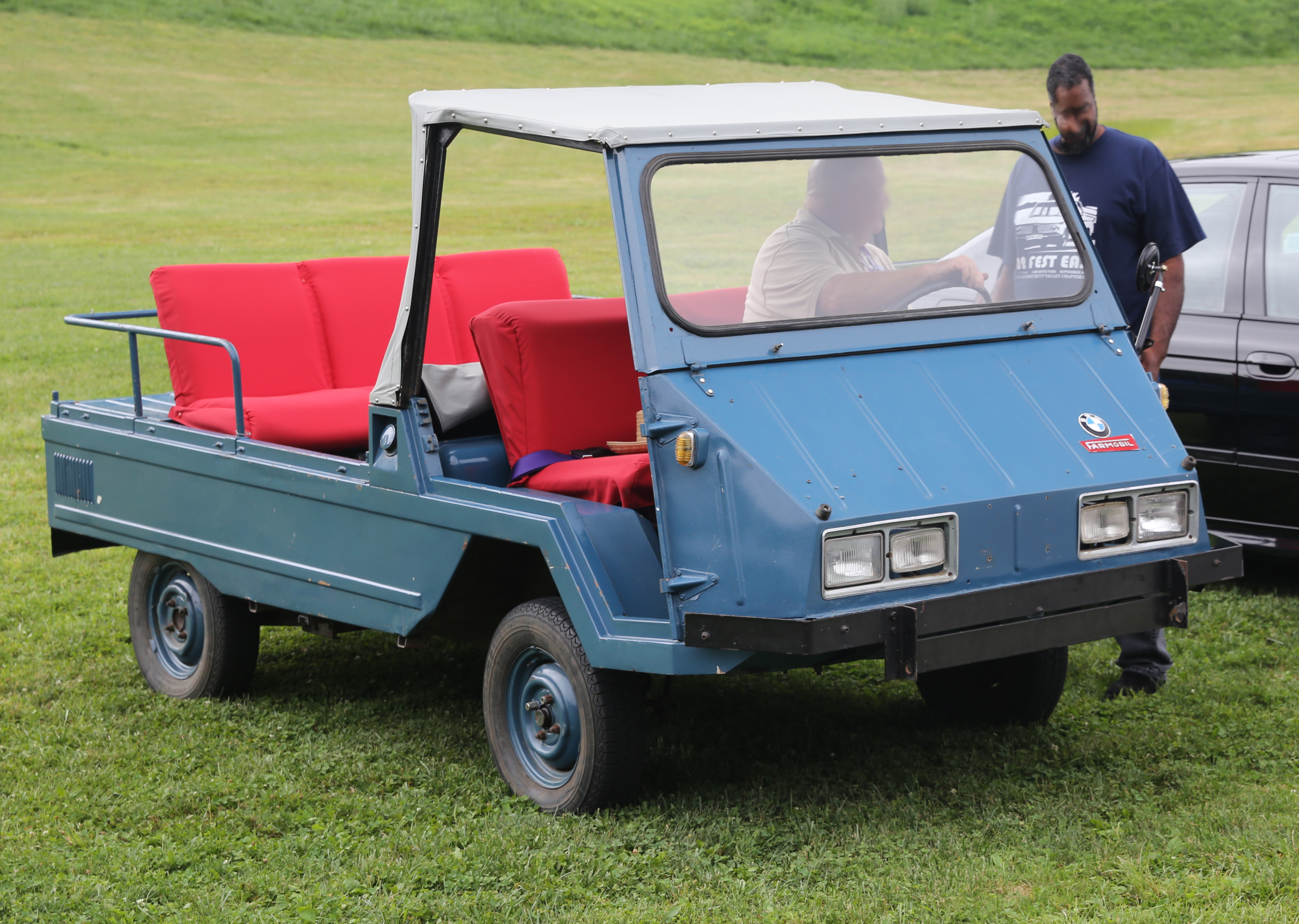
Farmobil 700 (1965)
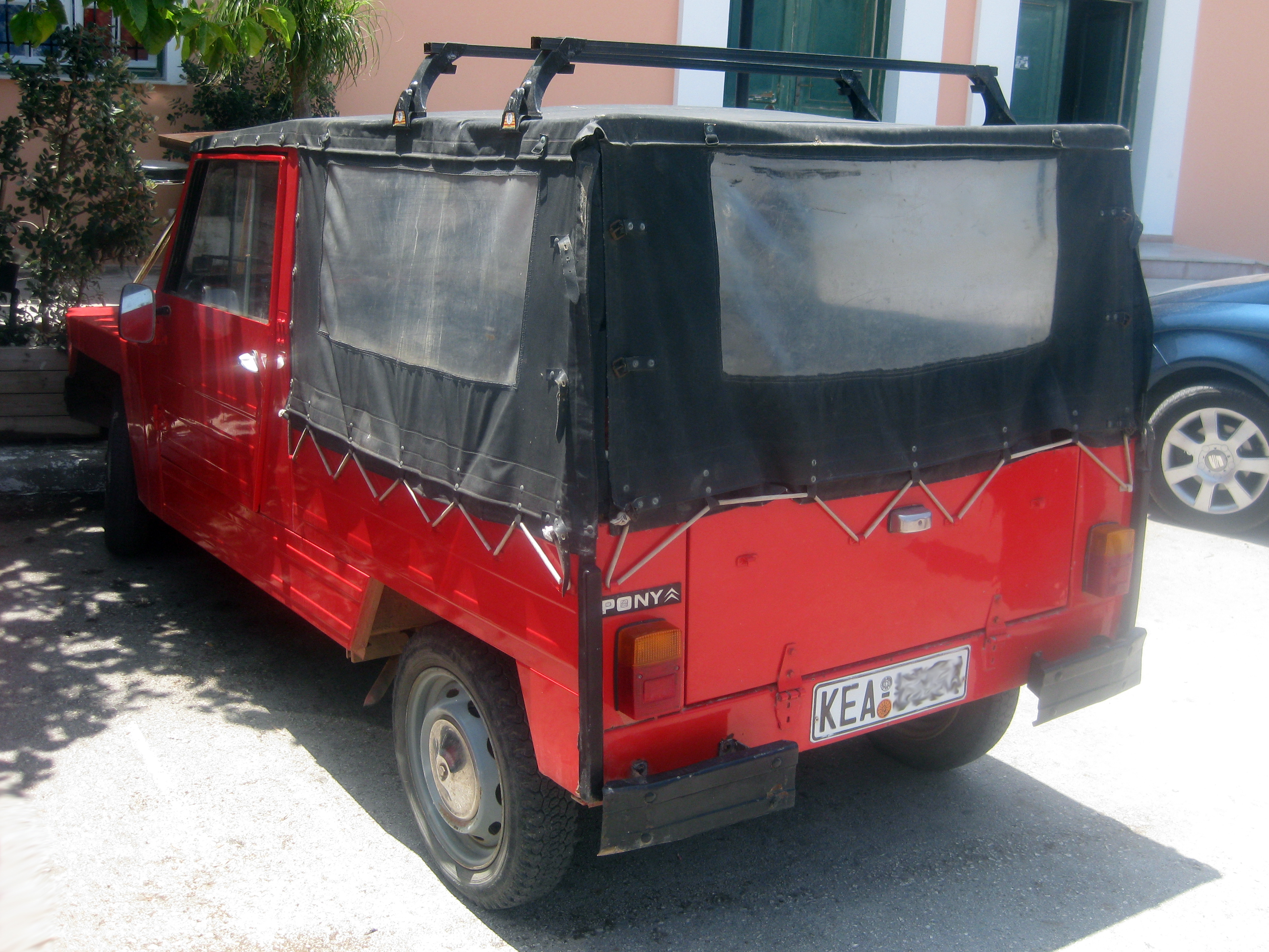
Citroën Pony, achteraanzicht
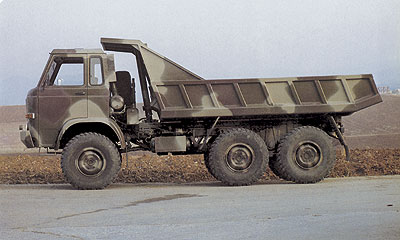
Namco Milicar